# Paola Paggi
Paola Paggi (Ivrea, 6 dicembre 1976) è un'ex pallavolista italiana.
Giocava nel ruolo di centrale.

## Carriera
La carriera di Paola Paggi inizia nel 1991 nello Sprint Volley Candelo, in serie B2: resta legata al club piemontese per cinque stagioni, conquistando una promozione in serie B1.
Nella stagione 1996-97 fa il suo esordio nella pallavolo professionista ingaggiata dal Vicenza Volley in Serie A2; la stagione successiva, con lo stesso club, vince la coppa Italia di Serie A2 ed ottiene la promozione in serie A1, che le permette l'anno successivo di esordire nella massima serie italiana: nel 1999 ottiene la prima convocazione in nazionale, partecipando al campionato europeo e vincendo la medaglia di bronzo. La stagione 2001-02 è ricca di soddisfazioni per la giocatrice: sempre con Vicenza vince la Supercoppa italiana e la Coppa CEV, mentre con la nazionale vince la medaglia d'oro al campionato mondiale 2002.
Nella stagione 2001-02 viene ingaggiata dal Volley Bergamo, dove resterà per cinque stagioni, diventandone anche capitano. Con Bergamo vince due scudetti, due Champions League, una Coppa Italia e una Supercoppa italiana. Con la nazionale partecipa e vince una medaglia al World Grand Prix 2006 e dopo il campionato mondiale 2006, decide di abbandonare l'attività internazionale.
Nella stagione 2007-08 si trasferisce nell'Asystel Novara, diventandone capitano a partire dalla stagione 2009-10. Con il club piemontese vince la Coppa CEV 2008-09, dove viene premiata anche per il miglior muro.
Nella stagione 2010-11 viene ingaggiata dall'Universal Volley Modena, neo-promossa in massima serie: tuttavia nel gennaio 2013, a seguito del fallimento della società, termina la stagione al Volley Soverato, in Serie A2.
Nella stagione 2013-14 torna in massima divisione vestendo la maglia del Volley 2002 Forlì, anche se a metà annata viene ceduta alla LJ Volley di Modena; per la stagione 2014-15 si accasa alla Pallavolo Ornavasso, tuttavia a causa del ritiro del club pochi giorni prima dell'inizio del campionato, torna nuovamente nella squadra di Bergamo, con cui si aggiudica la Coppa Italia 2015-16: al termine della stagione 2017-18 annuncia il suo ritiro dall'attività agonistica.

## Palmarès

### Club
- Campionato italiano: 2

2003-04, 2005-06
- Coppa Italia: 2

2005-06, 2015-16
- Coppa Italia di Serie A2: 1

1997-98
- Supercoppa italiana: 2

2001, 2004
- Champions League: 2

2004-05, 2006-07
- Coppa CEV: 1

2008-09
- Coppa CEV: 2

2000-01, 2003-04

### Nazionale (competizioni minori)
- Giochi del Mediterraneo 2001

### Premi individuali
- 2009 - Coppa CEV: Miglior muro